# 余浩楠
余浩楠（1999年4月12日—），中国男子射击运动员，主攻步枪，2018年世界射击锦标赛男子10米气步枪团体金牌得主、2022年亚洲运动会男子10米气步枪团体铜牌得主。